# 二氯化(1,5-环辛二烯)铂
二氯化(1,5-环辛二烯)铂 (Pt(cod)Cl2) 是一种有机铂化合物。它是一种无色固体，可以通过置换环辛四烯和/或氯离子配体制备其它铂化合物。它是1,5-环辛二烯的几种配合物之一。
二氯化(1,5-环辛二烯)铂可以由四氯合铂酸钾与1,5-环辛二烯反应而成：
K2PtCl4 + C8H12 → PtCl2C8H12 + 2 KCl
根据X射线晶体学，这种配合物是平面四边形结构的。

## 扩展阅读
- J. L. Butikofer, E. W. Kalberer, W. C. Schuster, and D. M. Roddick, "The Crystal Structure of Dichloro(norbornadiene)platinum(II): A Comparison to Dichloro(cyclooctadiene)platinum(II),"  Acta Crystallogr. C. 2004, m353-m354.